# 157721 Kölcsey
157721 Kölcsey è un asteroide della fascia principale. Scoperto nel 2006, presenta un'orbita caratterizzata da un semiasse maggiore pari a 2,8678102 au e da un'eccentricità di 0,0554775, inclinata di 3,22549° rispetto all'eclittica.